# Cristina ConVida
Cristina ComVida foi um programa de televisão apresentado por Cristina Ferreira e emitido ao final da tarde de segunda a sexta na TVI de 29 de março de 2021 a 7 de janeiro de 2022.
Ainda no ano de 2021, o canal promoveu um dia especial, em que vários apresentadores trocaram de horário e de programa. Manuel Luís Goucha foi o escolhido para apresentar o programa nesse dia.

## Sinopse[2]
Cristina Ferreira recebe em sua casa, de 2ª a 6ª feira, vários amigos, das mais diversas áreas, e que resultam sempre numa hora cheia conversas interessantes, boa música e um cruzamento mágico entre realidade e ficção. Não faltam os momentos de muito humor, trazidos por Eduardo Madeira e sempre acompanhados de muitas gargalhadas. Cristina Ferreira acolhe os amigos de uma forma descontraída por toda a casa, mas tendo sempre a cozinha como palco central de todas as emoções. É lá que acontecem grande parte das conversas e confidências e onde são confeccionadas receitas apetitosas, que os telespectadores podem facilmente fazer em casa.

## Apresentação
| Apresentadora residente | Período   |
| ----------------------- | --------- |
| Cristina Ferreira       | 2021-2022 |

| Apresentador de emissão especial | Período |
| -------------------------------- | ------- |
| Manuel Luís Goucha               | 2021    |